# Dicheirus strenuus
Dicheirus strenuus är en skalbaggsart som beskrevs av Horn. Dicheirus strenuus ingår i släktet Dicheirus och familjen jordlöpare. Inga underarter finns listade i Catalogue of Life.